# موت إم ويا
موت إم ويا أو موتِمْوَيَا، هي ملكة مصرية قديمة غير حاكمة أو زوجة ملك، عاشت في عهد الأسرة الثامنة عشرة، وهي زوجة ثانوية للملك تحتمس الرابع، وأم الملك أمنحتب الثالث.

## حياتها
لم يتم تصوير الملكة موت إم ويا في عهد زوجها تحتمس الرابع، فقد طغى على إثبات وجودها وجود الزوجة الملكية العظمى الملكة نفرتاري، ومن بعدها الملكة يعرت. وتظهر الملكة موت إم ويا بشكل أساسي وحصري على ما خلفه ابنها الملك أمنحتب الثالث من آثار.
وفي حين أنه تم تعريفها من قبل بعض الباحثين في بعض الأحيان على أنها ابنة الملك أرتاما الأول ملك ميتاني، لا يوجد دليل قاطع يثبت أنها ابنة هذا الملك، ولا شيء معروف على وجه التحديد عن أصول هذه الملكة.
ويبدو أنه - وعلى عكس الادعاء الأول - هناك أدلة تقول إنها ليست ابنة أرتاما، ولكن هذه النظرية قد تم تجاهلها.
وقد اقترح عالم المصريات سيريل ألدرد أن موت إم ويا شقيقة يويا والد الملكة تيي. ويضع قوله على أساس ظهور موت إم ويا خلال السنوات الأولى من حكم ابنها، وقد تكون هذه الملكة قد رتبت الزواج بين تيي والملك الشاب لربط عائلتها بالعائلة الملكية. ومع ذلك، فإن هذه النظرية لا تدعمها النصوص أو الاكتشافات الأثرية.

## ألقابها
حملت الملكة موت إم ويا ألقاباً عديدة، جميعها ظهرت بعد وفاة زوجها في نقوش ابنها، و هي:
- زوجة الإله.
- ربة الأرضين.
- زوجة الملك العظمى وحبيبته.
- الأميرة الوراثية.
- عظيمة الثناء.
- حلوة الحب.
- سيدة مصر العليا والسفلى.
- الأم الملكية العظيمة.[7][8]

## تصويرها
تظهر الملكة موت إم ويا في معبد الأقصر، في مشاهد تصور ولادة ابنها الإلهي أمنحتب الثالث. المشاهد تشبه (وفي بعض الحالات هي نسخ طبق الأصل) لمشاهد ولادة الملكة حتشبسوت الإلهية في الدير البحري. وقد استخدمت حتشبسوت قصة الولادة لتعزيز مطالبتها بالعرش. وكان أمنحتب ابناً لملك من زوجة ثانوية، ويبدو أن مشاهد الولادة تستخدم للتأكيد على الطبيعة شبه الإلهية لأمنحتب الثالث. ففي مشهد رئيسي تظهر موت إم ويا جالسة على سرير مستقبلةً الإله آمون الذي اتخذ شكل زوجها تحتمس الرابع. وهم في وجود الإلهتين سرقت ونيت. وتظهر المشاهد أمنحتب الثالث كنتيجة لجماع والدته مع الإله آمون نفسه. وتظهر الملكة الحامل من الإله آمون موت إم ويا في وقت لاحق ذاهبةً إلى غرفة الولادة مع الإلهة إست والإله خنوم.
كما تم العثور على جزء من تمثال جرانيتي يمثل الملكة موت إم ويا في الكرنك، وهو الآن هو في المتحف البريطاني. والتمثال يأخذ شكل التماثيل التي تعني كلمة في حد ذاتها، فتظهر الإلهة موت جالسة في القارب المقدس وهو ما يعني حرفياً في تكوينه جملة «موت إم ويا» أو «موت في القارب المقدس» وهو معنى اسم الملكة، ونقش اسم الملكة على جانب القارب.
ومع زوجة ابنها، الملكة تيي، تظهر الملكة موت إم ويا على تمثاليّ ممنون الذين أقامهما الملك أمنحتب الثالث.

## موتها
تاريخ وفاة الملكة موت إم ويا غير معروف، لكن يعتقد أنها عاشت لفترة طويلة في عهد ابنها. والدليل على ذلك هو وجودها ممثلة على تمثالي ممنون، الذين بنيا في وقت متأخر من عهده، فضلا عن ذكر وقف لها على ملصق جرة نبيذ وجدت في قصر ملقطة الخاص بالملك أمنحتب الثالث في طيبة.